# 莫戈什鄉
46°16′19″N 23°16′41″E / 46.272°N 23.278°E
莫戈什鄉（羅馬尼亞語：Comuna Mogoș, Alba），是羅馬尼亞的鄉份，位於該國中部，由阿爾巴縣負責管轄，面積81平方公里，海拔高度809米，2011年人口731，人口密度每平方公里14人。